# Diadophis punctatus acricus
Diadophis punctatus acricus is een slang uit de familie toornslangachtigen (Colubridae) en de onderfamilie Dipsadinae. Het is een van de dertien ondersoorten van de ringnekslang (Diadophis punctatus). De ondersoort werd voor het eerst wetenschappelijk beschreven door Paulson in 1966.
Diadophis punctatus acricus komt voor in de Verenigde Staten en is endemisch in de staat Florida. De habitat bestaat uit vochtige, begroeide gebieden.
De slang bereikt een lichaamslengte van ongeveer vijftien centimeter. De lichaamskleur is donkergrijs. De buikzijde is geel tot karmijnrood gekleurd en de onderzijde van de staart heeft dezelfde kleur. De buikzijde is voorzien van een vlekkenpatroon dat bestaat uit een enkele rij donkere, halvebolvormige en zwarte vlekken. De ring om de nek waaraan de soortnaam te danken is, is meestal onderontwikkeld of afwezig.